# Erzbistum Glasgow
Das Erzbistum Glasgow (lat.: Archidioecesis Glasguensis) ist ein Metropolitanerzbistum der römisch-katholischen Kirche in Schottland mit Sitz in Glasgow. Kathedrale ist die St. Andrew’s Cathedral in Glasgow. Daneben gibt es noch das Bistum Glasgow and Galloway der Scottish Episcopal Church.

## Geschichte
Der genaue Zeitpunkt der Errichtung eines Bistums in Glasgow ist unbekannt. Der Legende nach gilt der heilige Mungo (6. Jahrhundert) als erster Bischof. Erste Bedeutung erlangte die Diözese im 12. Jahrhundert unter König David I. und Bischof John. Viele Bischöfe nahmen hohe Positionen im schottischen Königreich ein. Unter Bischof William Turnbull konnte 1451 die Universität Glasgow errichtet werden. Papst Alexander VI. erhob Glasgow 1492 schließlich zum Metropolitansitz mit den Suffraganen Argyll, Dunblane, Dunkeld und Galloway. Als im 16. Jahrhundert die Reformation calvinistischer Prägung in Schottland Einzug hielt und die Church of Scotland begründet wurde, ging die alte römische Hierarchie unter. Der letzte Erzbischof, James Beaton II., exilierte 1560 nach Frankreich und wirkte dort als Botschafter und Vertrauter des späteren Königs der Schotten Jakob VI.
Erst zu Beginn des 19. Jahrhunderts begann in Glasgow wieder ein Aufschwung des katholischen Lebens, u. a. durch den von der industriellen Entwicklung begünstigten Zuzug irischer Einwanderer. Am 13. Februar 1827 wurde die römische Hierarchie in Schottland mit dem Breve Quanta laetitia durch Leo XII. umgestaltet. Statt der bisherigen zwei Apostolischen Vikariate „Lowland District“ und „Highland District“ wurden nun die drei Vikariate des Western, des Eastern und des Northern District gegründet, ersteres mit Sitz in Glasgow. Dieses umfasste die Stadt Glasgow sowie die Countys Argyll, Ayr, Bute, Dunbarton, Inverness (südlicher Teil), Lanark, Renfrew, Wigtown und Western Isles. Am 4. März 1878, im Zuge der Neustrukturierung der katholischen Kirche in Schottland, wurde mit der Zirkumskriptionsbulle Ex supremo Apostolatus Glasgow zum Erzbistum erhoben, unterstand jedoch bis 1908 weiterhin der Jurisdiktion der Kongregation De Propaganda Fide. Schließlich wurden am 25. Mai 1947 die beiden Diözesen Paisley und Motherwell durch die Apostolische Konstitution Maxime interest errichtet und Glasgow zum Metropolitansitz erhoben.

## Gliederung
Das Erzbistum ist heute in die neun Dekanate City East (Glasgow), Dumbarton, East End, North, North East, North West, South, South East und West End gegliedert. Ihnen sind die 106 Pfarreien nachgeordnet.

## Bischöfe
Für die Bischöfe, Erzbischöfe und Apostolischen Vikare siehe Liste der Erzbischöfe von Glasgow.
Weihbischöfe im Erzbistum Glasgow waren:
- 1894–1902 John Maguire, Titularbischof von Trocmades, danach Erzbischof von Glasgow
- 1960–1973 James Ward, Titularbischof von Sita
- 1971–1974 Thomas Joseph Kardinal Winning, Titularbischof von Lugmad, später Erzbischof von Glasgow
- 1977–1983 Joseph Devine, Titularbischof von Voli, danach Bischof von Motherwell
- 1977–1992 Charles McDonald Renfrew, Titularbischof von Abula
- 1984–1988 John Aloysius Mone, Titularbischof von Abercornia, danach Bischof von Paisley